# Bassarisc de cua anellada
El bassarisc de cua anellada (Bassaricus astutus) és un mamífer carnívor de la família dels prociònids, que forma el gènere Bassariscus juntament amb el bassarisc centreamericà (Bassariscus sumichrasti). Viu a Nord-amèrica. El cos fa 30-42 cm, amb una cua de 31-44 cm. Pesa aproximadament 0,8-1,5 kg. Cada 51-60 dies neixen dues o tres cries.
El bassarisc de cua anellada s'aparella a la primavera (entre febrer i maig). El període de gestació és d'uns 45 a 50 dies, durant els quals el mascle s'encarregarà de proveir menjar a la femella.La ventrada és de 2 a 4 cadells. Aquests obriran els ulls després d'un mes i creixeran pelatge entre les 5 i les 6 setmanes. Són deslletats a la tardor per caçar pel seu propi compte després de quatre mesos. Arribaran a la maduresa sexual als deu mesos. L'esperança de vida d'un exemplar en llibertat és d'uns set anys.